# Dominicas de Santa Catalina de Siena de Albi
La Congregación de Hermanas Dominicas de Santa Catalina de Siena (oficialmente en francés: Congregation des Sœurs dominicaines de Sainte Catherine de Sienne) es un instituto religioso católico femenino, de vida apostólica y de derecho pontificio, fundado por la religiosa francesa Gérine Fabre, en 1852. A las religiosas de este instituto se les conoce como Dominicas de Albi y posponen a sus nombres las siglas O.P..

## Historia
La congregación surge en la época de la restauración de la Orden de los Predicadores en Francia, por obra de Jean-Baptiste Henri Lacordaire. El instituto fue fundado por Gérine Fabre, en 1852, en la ciudad de Albi. Por sugerencia de la emperatriz Eugenia de Montijo, las religiosas fundaron su primera comunidad en territorio italiano Civitanova Marche. La congregación fue aprobada por el papa León XIII, como congregación religiosa de derecho diocesano, mediante decretum laudis del 24 de noviembre de 1901.

## Organización
La Congregación de Hermanas Dominicas de Santa Catalina de Siena es un instituto religioso de derecho pontificio, internacional y centralizado, cuyo gobierno es ejercido por una priora general. La sede central se encuentra en Roma (Italia).
Las dominicas de Albi se dedican a la pastoral social y de la salud. Forman parte de la familia dominica. En 2017, el instituto contaba con 422 religiosas y 55 comunidades, presentes en Afganistán, Argentina, Brasil, Eslovenia, España, Francia, Guadalupe, Italia, Nigeria, Perú, Reino Unido, Pakistán, Uganda y Uruguay.